# Hugh Edwin Strickland
Hugh Edwin Strickland (Reighton, Yorkshire, Engeland, 2 maart 1811 – Retford, 14 september 1853) was een Engelse geoloog, ornitholoog, natuuronderzoeker en systematicus.

## Opleiding
Als kind was hij al geïnteresseerd in biologie. Hij kreeg thuis onderwijs van privédocenten tot hij in 1829 ging studeren aan het Oriel College van de Universiteit van Oxford in Oxford. Hij haalde in 1831 zijn bachelor in zowel geologie als zoölogie en een jaar later de graad van master.

## Werk
Hij woonde na zijn studie in Tewkesbury en deed daar uitgebreid geologisch onderzoek waarover hij correspondeerde met de Geological Society in Londen. Hij kwam zodoende in contact met de Schotse geoloog en paleontoloog Roderick Murchison. In 1835 en 1842 bezocht hij Klein-Azië en publiceerde later over zijn geologisch en ornithologisch onderzoek in die streken.
In 1842 schreef hij als lid van een speciaal daarvoor opgerichte commissie een document waarin de regels voor de zoölogische nomenclatuur werden vastgelegd. Dit was de eerste formele vastlegging van de prioriteitsregels.
In 1845 trouwde hij Catherine Dorcas Maule Jardine, dochter van William Jardine. Zij maakte de tekeningen voor zijn ornithologische publicaties. In 1846 vestigde hij zich in Oxford.
Strickland corrigeerde, redigeerde en breidde het manuscript uit van Agassiz voor de Bibliographia Zoologiae et Geologiae (1848). In 1845 redigeerde hij met J. Buckman een tweede en uitgebreide uitgave van de Outline of the Geology of the neighbourhood of Cheltenham van Roderick Murchison. 
In 1848 verscheen The Dodo and its kindred (Londen 1848), een boek over de dodo en de eveneens uitgestorven verwanten zoals de rodriguessolitaire (Pezophaps solitaria). 
In 1850 werd hij docent geologie aan de Universiteit van Oxford en in 1852 werd hij gekozen tot fellow van de Royal Society. Een jaar later kwam hij om bij een ongeluk met een sneltrein.

## Nalatenschap
Zijn verzameling van 6000 specimens van vogels ging in 1867 naar de Universiteit van Cambridge. Strickland is de auteur van 10 vogelgenera en 33 -soorten die in 2023 als zodanig op de IOC World Bird List staan, waaronder de dunsnavelbuulbuul (Stelgidillas gracilirostris). Er zijn ook vogels als eerbetoon naar hem genoemd zoals de Stricklands specht (Leuconotopicus stricklandi). 
- Bibsys: 90332629
- Bibliothèque nationale de France: cb12564078f (data)
- Gemeinsame Normdatei: 117318566
- International Standard Name Identifier: 0000 0000 3243 8526
- Library of Congress Control Number: n83828423
- Nederlandse Thesaurus van Auteursnamen: 069085366
- Réseau des bibliothèques de Suisse occidentale: 02-A003870326
- Istituto Centrale per il Catalogo Unico: PUVV344769
- SNAC: w61853p0
- Système universitaire de documentation: 12192999X
- Virtual International Authority File: 7505630
- WorldCat: E39PBJv8FFbTbmpjrvFcjFDH4q